# 島根県立江津高等学校
島根県立江津高等学校（しまねけんりつ ごうつこうとうがっこう）は、島根県江津市都野津町に所在する公立の高等学校。「思慮・高邁・貫徹」を校訓とする。

## 沿革
- 1958年 - 島根県立江津高等学校として開校。
- 1995年 - 英語科を設置。普通科4学級と英語科1学級となる。
- 1996年 - 普通科3学級と英語科1学級となる。
- 2003年 - スーパー・イングリッシュ・ランゲージ・ハイスクール指定校（3年間）。
- 2006年 - 普通科2学級と英語科1学級となる。
- 2013年 - 普通科3学級となる。

## 設置学科
- 普通科（3学級4クラス編成）

1995年（平成7年）から島根県内の高等学校としては唯一の英語科が設置され、中学校と英語学習での交流等もあったものの、定員割れが続いていたため2012年度（平成24年度）募集を最後に廃止。2013年（平成25年）からは募集定員は3学級としつつ実際のクラス編成では4クラス（標準クラス3クラスと発展クラス1クラス）で展開するというカリキュラムが採用されることとなった。

## 部活動
- 体育系
  - 女子バレーボール部
  - ソフトテニス部
  - ハンドボール部(インターハイ常連校)
  - ソフトボール部
  - 野球部
  - 水球部
  - 空手道部(設置外部活動)
  - サッカー部(設置外部活動)
- 文化系
  - 地域活性部
  - 書道部
  - 神楽部
  - 吹奏楽部
  - 美術部
  - 生活科学部
  - 茶道部

出典。

## 江津高等学校設置問題
かねてより普通高等学校の存在しなかった江津の学生は浜田や大田への遠距離通学を余儀なくされていた。そのため島根県教育委員会は1958年（昭和33年）1月9日に普通高等学校新設を内定し、4月の開校のために設置場所の決定および、仮校舎の選定を行うこととなった。
都野津町の江津市への合併参加の付帯条件の中には「市の力により高等学校を当ブロック地区に誘致する」というものがあり、「江津市建設計画」においては地域までは明示されていないものの、合併時の暗黙の了解事項としてあったのではないかと言われている。
しかし江津市長は市内二宮、嘉久志、都野津、江津駅裏の4か所の設置候補地、青山中津宮校舎、清風荘アパートの2か所の仮校舎候補を挙げ、県教育庁に選定させる方針とした。しかし、順序を付けずに教育庁に選定させるのは無責任だと大多数の議員が反対し、候補地に挙げられた江津出身の議員と都野津を中心とした西部地区出身の議員はそれぞれ自身の出身地域に絞ったうえで教育庁に候補地を提出するよう主張した。
2月8日には地区出身市議9人、地区住民800人あまりが都野津小学校に集まり、地区民大会を開いて「要求が受け入れられない場合は都野津、波子、和木、有福、跡市、二宮、川波の西部7地区は江津市より分離する」と決議。江津市は分裂の危機に陥った。
翌2月9日に関係者の他、斡旋に乗り出した県議会議長や県議会議員が有福温泉に集まり解決策を協議した結果、「仮校舎は青山中津宮校舎、敷地は江津駅付近と都野津駅付近を挙げて県教育庁に選定してもらうよう市長に答申する」と意見が一致し、8月22日に島根県教育委員会は江津高等学校の敷地を都野津町半田浜と決定した。

## アクセス
- 山陰本線JR都野津駅より徒歩15分。